# Радіан
Радіа́н (у математиці та фізиці) — це одиниця вимірювання площинних кутів в Міжнародній системі одиниць SI.
Один радіан — це площинний кут, утворений двома радіусами, так, що довжина дуги між ними дорівнює радіусу кола. Тобто, вимірювання кута в радіанах показує в скільки разів довжина дуги кола, що спирається на цей кут, відрізняється від його радіуса.
Радіан є безрозмірнісною одиницею вимірювання та має позначення рад (міжнародне — rad), але, зазвичай, при написанні це позначення не пишеться. При вимірюванні кутів в градусах використовують позначення °, для того щоб відрізнити від величин, виражених в радіанах.

## Пояснення
Повна довжина кола дорівнює 2πr, де r — радіус кола. Тому повне коло є кутом в 2π≈6.28319 радіан. Перетворення радіанів у градуси та навпаки здійснюється так:
{\displaystyle {2\pi }} рад {\displaystyle =360^{\circ }},
1 рад (або {\displaystyle p^{\circ }}) = {\displaystyle {\frac {360^{\circ }}{2\pi }}={\frac {180^{\circ }}{\pi }}\approx 57{,}295779513^{\circ }\approx 57^{\circ }17'44{,}806''}.
{\displaystyle {360^{\circ }}={2\pi }} рад,
{\displaystyle {1^{\circ }}={\frac {2\pi }{360}}} рад {\displaystyle ={\frac {\pi }{180}}} рад.

## Властивості
Широке застосування радіанів в математичному аналізі обумовлено тим, що вирази з тригонометричними функціями, аргументи яких вимірюються в радіанах, набувають максимально простого вигляду (без числових коефіцієнтів). Наприклад, використовуючи радіани, отримаємо просту тотожність
{\displaystyle \lim _{h\rightarrow 0}{\frac {\sin h}{h}}=1,}
що лежить в основі багатьох елегантних формул в математиці.
При малих кутах синус і тангенс кута, вираженого в радіанах, рівні самому куту, що зручно при наближених обчисленнях.
Косинус малого кута, вираженого в радіанах, наближено дорівнює:
{\displaystyle \cos(x)\approx 1-{\frac {x^{2}}{2}}}

## Розмірність
Радіан є безрозмірнісною одиницею вимірювання. Тобто числове значення кута, що виміряний в радіанах, позбавлене розмірності. Це легко бачити із самого означення радіана, як відношення довжини кола до радіуса. Згідно з рекомендаціями Міжнародного бюро з мір та ваг радіан інтерпретується як одиниця з розмірністю 1 = м·м−1 (м/м, тобто метр на метр — чисельник і знаменник можливо скоротити, тобто він має розмірність 1).
Інакше, безрозмірність радіана можна бачити з виразу ряду Тейлора для тригонометричної функції sin(x):
{\displaystyle \sin(x)=x-{\frac {x^{3}}{3!}}+{\frac {x^{5}}{5!}}-\cdots .}
Якби x мав розмірність, тоді ця сума була б позбавлена змісту — лінійний доданок x не можна було б додати до кубічного x3/3!, як величини різних розмірностей. Отже, x мусить бути безрозмірнісним.
Кутові швидкості теорії електричних машин прийнято вимірювати в електричних радіанах в секунду (ел. рад/с). Зв'язок між кутовими швидкостями ел. рад/с та в механічних одиницях (рад/с) встановлюється окремими залежностями.